# David Hope
David Michael Hope, Baron Hope of Thornes, KCVO (* 14. April 1940) war von 1995 bis 2005 anglikanischer Erzbischof von York, Metropolit der Kirchenprovinz York und Primas von England und damit nach dem Erzbischof von Canterbury der zweithöchste Würdenträger der Church of England.
Hope studierte nach seiner Schulausbildung Theologie und war nach seinem Studienabschluss zunächst als anglikanischer Geistlicher tätig. 1985 wurde er anglikanischer Bischof von Wakefield und ab 1991 anglikanischer Bischof von London.
Am 30. Juni 2004 schrieb er gemeinsam mit dem anglikanischen Erzbischof von Canterbury Rowan Williams sowie weiteren anglikanischen Bischöfen einen offenen Brief an Tony Blair, in dem diese Bischöfe ihre tiefe Besorgnis über die Regierungspolitik im Hinblick auf den Einsatz britischer Truppen im Irak ausdrückten.
1995 erklärte der britische LGBT-Aktivist Peter Tatchell öffentlich, dass Hope homosexuell sei und kritisierte Hope im Rahmen einer Kampagne der Organisation OutRage!. Hope erklärte dazu, dass seine sexuelle Identität eine „graue Zone“ sei und er sich zu einem zölibatären Leben entschlossen habe und sehr glücklich lebe.
2004 erklärte Hope öffentlich, dass die anglikanische Weltkirche auseinanderzubrechen drohe. Als Ursache nannte er die unterschiedliche Sichtweise weltweit in der Beurteilung der Zulassung von Frauenordination und der Segnung gleichgeschlechtlicher Paare.
Am 1. August 2004 wurde bekannt, dass Hope sein Amt als Erzbischof niederlegen und Vikar der Sankt Margaret’s Church in Ilkley werden würde. Am 28. Februar 2005 trat er sein Amt in Ilkley an. Sein Nachfolger im Amt des Erzbischofs von York wurde John Sentamu.
Nachdem Hope bereits von 1990 bis 2005 dem House of Lords als geistliches Mitglied angehört hatte, wurde er 2005 als Baron Hope of Thornes, of Thornes in the County of West Yorkshire, zum Life Peer erhoben.
Im Mai 2013 wurden Klagen laut, dass Hope 1999 während seiner Zeit als Bischof von York Beschwerden über den ehemaligen Dean von Manchester wegen des sexuellen Missbrauchs von Kindern nicht an die Polizei weitergeleitet hätte. Hope erklärte dazu, dass er damals in Übereinstimmung mit den Regeln der Kirche in solchen Fällen verfahren sei, als er den Beschuldigten von seiner Tätigkeit als Priester entband. Heute bedauere er allerdings, dass er damals nicht die Polizei informiert habe, sagte Hope dazu.
Am 30. April 2015 trat Hope gemäß den Regelungen des House of Lords Reform Act 2014 freiwillig in den Ruhestand und schied aus dem House of Lords aus.